# 樋口誠康

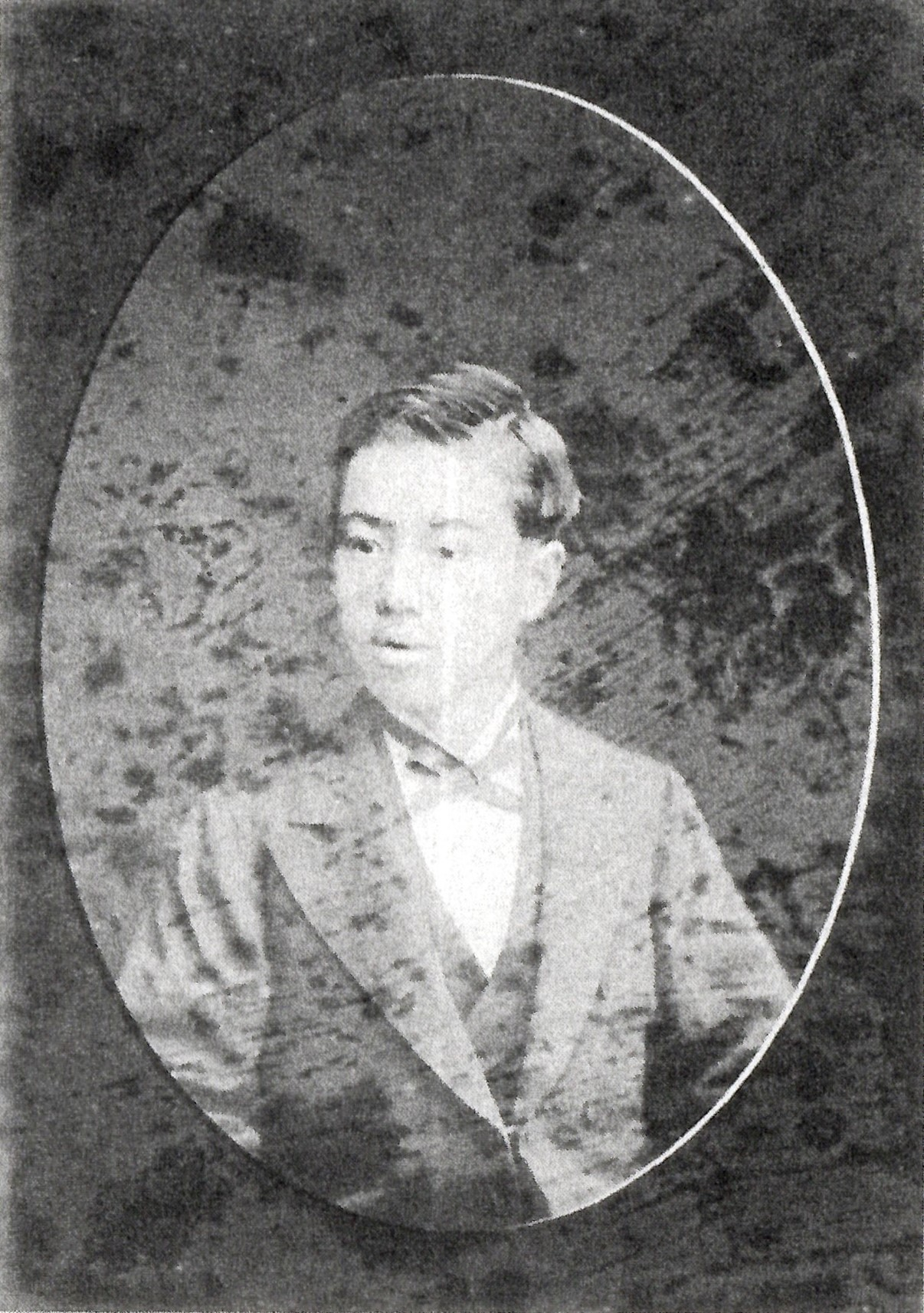
樋口誠康

樋口 誠康（ひぐち なるやす / なりやす、1865年10月28日（慶応元年9月9日）- 1946年（昭和21年）6月6日）は、明治から昭和前期の陸軍軍人、政治家、華族。最終階級は陸軍歩兵大尉。貴族院子爵議員。

## 経歴
山城国京都で右馬権頭・樋口静康の四男として生まれる。父の死去に伴い1874年（明治7年）7月13日、家督を相続。1884年（明治17年）7月8日、子爵を叙爵した。
陸軍士官学校（旧10期）に入り、1888年（明治21年）7月28日、歩兵少尉に任官。以後、歩兵第4連隊小隊長、歩兵第10連隊中隊長などを歴任。1897年（明治30年）10月25日、歩兵大尉に昇進し、1904年（明治37年）7月10日、予備役に編入された。
1904年7月10日、貴族院子爵議員に選出され、研究会に所属して活動し、1932年（昭和7年）7月9日まで4期在任した。

## 親族
- 母 高倉孝子（高倉永胤三女）[1][3]
- 先妻 樋口千代子（松木宗有六女）[1]
- 後妻 樋口千江子（江森文蔵妹）